# Mariusz Okoniewski
Mariusz Okoniewski (ur. 10 lutego 1956 w Poznaniu, zm. 10 lutego 2006 w Śmiglu) – polski żużlowiec.

## Życiorys
Przez całą karierę sportową był związany z Unią Leszno, której barw bronił w latach 1973–1988. W 1979 był młodzieżowym indywidualnym mistrzem Polski. Był 9. w mistrzostwach świata juniorów w 1977 (zawody oficjalnie nosiły nazwę mistrzostw Europy, w gronie żużlowców europejskich zajął 8. miejsce).
Dwukrotnie startował w finałach indywidualnych mistrzostw Polski, zajmując w 1978 8., a w 1981 12. miejsce. W 1978 był wicemistrzem Polski par. W barwach Unii sięgnął po 12 medali drużynowych mistrzostw Polski, w tym 5 złotych (1979, 1980, 1984, 1987, 1988). W 1976 wygrał zawody o Srebrny Kask (rok później zajął 2. miejsce), w 1979 był 3. w Turnieju o Złoty Kask.
Zmarł w dniu swoich 50 urodzin.
Ojciec Rafała Okoniewskiego, również żużlowca.

## Osiągnięcia
Indywidualne Mistrzostwa Świata Juniorów
- 1977 -  Vojens - 8. miejsce - 4 pkt → wyniki

## Inne ważniejsze turnieje
| Osiągnięcia: | Osiągnięcia: | 2. miejsce (1975) | 2. miejsce (1975) | 2. miejsce (1975) | 2. miejsce (1975) |
| Sezon        | Miasto       | Msc               | Pkt               | Biegi             | Kluby             |
| 1974         | Leszno       | 8                 | 8                 | (0,3,3,1,1)       | Leszno            |
| 1975         | Leszno       | 2                 | 13                | (3,3,3,1,3)       | Leszno            |
| 1976         | Leszno       | 4                 | 10                | (t,2,2,3,3)       | Leszno            |
| 1977         | Leszno       | 8                 | 7                 | (w,t,2,3,2)       | Leszno            |
| 1978         | Leszno       | 4                 | 10                | (3,2,3,t,2)       | Leszno            |
| 1979         | Leszno       | 13                | 4                 | (2,1,0,1,d)       | Leszno            |
| 1980         | Leszno       | 9                 | 8                 | (1,2,2,1,2)       | Leszno            |
| 1983         | Leszno       | 6                 | 7                 | (3,0,3,1)         | Leszno            |
| 1984         | Leszno       | 9                 | 8                 | (2,2,1,1,2)       | Leszno            |